# New Quest
New Quest株式会社（ニュークエストかぶしきがいしゃ、英: New Quest Inc.）は、沖縄県那覇市に本社を置く日本の企業。インバウンド分野に関連した事業やDX技術を活用した取り組みを行っている。

### 代表者
- 譚玉峰 (Tan Yufeng)

## 沿革
- 2024年(令和6年)8月 - 沖縄県那覇市に設立。
- 2025年(令和7年)4月 - 沖縄国際文化祭「島ぜんぶでお～きな祭」を支援[2]。 シンバホールディングス株式会社およびインタセクト・コミュニケーションズ株式会社・NewQuest株式会社の3社において、観光分野におけるDX推進に関する包括連携協定を締結した[3][4][5][6][7]。

## 主な事業内容
- 同社の事業には、観光分野におけるインバウンド支援、情報通信技術を活用したDX推進、移動データを利用した事業開発などがある。

## 所属団体
- 一般財団法人沖縄コンベンションビューロー　賛助会員[8]